# Hymont
Hymont és un municipi francès, situat al departament dels Vosges i a la regió del Gran Est. L'any 2007 tenia 494 habitants.

## Demografia

### Població
El 2007 la població de fet de Hymont era de 494 persones. Hi havia 207 famílies, de les quals 50 eren unipersonals (23 homes vivint sols i 27 dones vivint soles), 77 parelles sense fills, 65 parelles amb fills i 15 famílies monoparentals amb fills.
La població ha evolucionat segons el següent gràfic:
Habitants censats

### Habitatges
El 2007 hi havia 217 habitatges, 209 eren l'habitatge principal de la família, 1 era una segona residència i 7 estaven desocupats. 163 eren cases i 52 eren apartaments. Dels 209 habitatges principals, 155 estaven ocupats pels seus propietaris, 52 estaven llogats i ocupats pels llogaters i 2 estaven cedits a títol gratuït; 2 tenien una cambra, 11 en tenien dues, 23 en tenien tres, 51 en tenien quatre i 122 en tenien cinc o més. 151 habitatges disposaven pel capbaix d'una plaça de pàrquing. A 104 habitatges hi havia un automòbil i a 82 n'hi havia dos o més.

### Piràmide de població
La piràmide de població per edats i sexe el 2009 era:
| Homes | Edats   | Dones |
| ----- | ------- | ----- |
| 0     | 95 o +  | 0     |
| 0     | 90 a 94 | 0     |
| 4     | 85 a 89 | 0     |
| 0     | 80 a 84 | 4     |
| 8     | 75 a 79 | 0     |
| 0     | 70 a 74 | 4     |
| 28    | 65 a 69 | 20    |
| 20    | 60 a 64 | 24    |
| 24    | 55 a 59 | 16    |
| 36    | 50 a 54 | 16    |
| 12    | 45 a 49 | 32    |
| 16    | 40 a 44 | 16    |
| 12    | 35 a 39 | 16    |
| 20    | 30 a 34 | 8     |
| 28    | 25 a 29 | 24    |
| 8     | 20 a 24 | 8     |
| 16    | 15 a 19 | 8     |
| 16    | 10 a 14 | 16    |
| 12    | 5 a 9   | 8     |
| 32    | 0 a 4   | 8     |

## Economia
El 2007 la població en edat de treballar era de 330 persones, 239 eren actives i 91 eren inactives. De les 239 persones actives 223 estaven ocupades (124 homes i 99 dones) i 17 estaven aturades (6 homes i 11 dones). De les 91 persones inactives 43 estaven jubilades, 24 estaven estudiant i 24 estaven classificades com a «altres inactius».

### Ingressos
El 2009 a Hymont hi havia 220 unitats fiscals que integraven 513 persones, la mediana anual d'ingressos fiscals per persona era de 17.802 €.

### Activitats econòmiques
Dels 11 establiments que hi havia el 2007, 1 era d'una empresa de fabricació de material elèctric, 2 d'empreses de construcció, 3 d'empreses de comerç i reparació d'automòbils, 1 d'una empresa de transport, 2 d'empreses immobiliàries, 1 d'una empresa de serveis i 1 d'una empresa classificada com a «altres activitats de serveis».
Dels 3 establiments de servei als particulars que hi havia el 2009, 1 era un guixaire pintor, 1 lampisteria i 1 agència immobiliària.
L'any 2000 a Hymont hi havia 7 explotacions agrícoles.

## Equipaments sanitaris i escolars
El 2009 hi havia una escola elemental.

## Poblacions més properes
El següent diagrama mostra les poblacions més properes.